# Samuel Alfred Mitchell
Samuel Alfred Mitchell, kanadski astronom, * 29. april 1874, Kingston, Ontario, Kanada, † 22. februar 1960, Bloomington, Indiana, ZDA.
1. 1 2  SNAC — 2010.
2. 1 2  Samuel Alfred Mitchell (1874-1960) — Find a Grave, 1996.
3. 1 2 3 4  Peter van de Kamp Samuel Alfred Mitchell, Solar and Stellar Astronomer // Science — Northern America: AAAS, 1960. — Vol. 132, Iss. 3422. — P. 281-282. — ISSN 0036-8075; 1095-9203 — doi:10.1126/SCIENCE.132.3422.281